# 管平湖

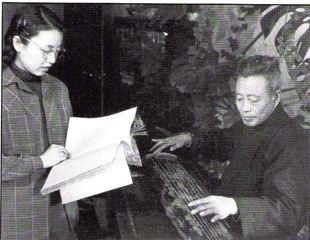
王迪在為管平湖記譜

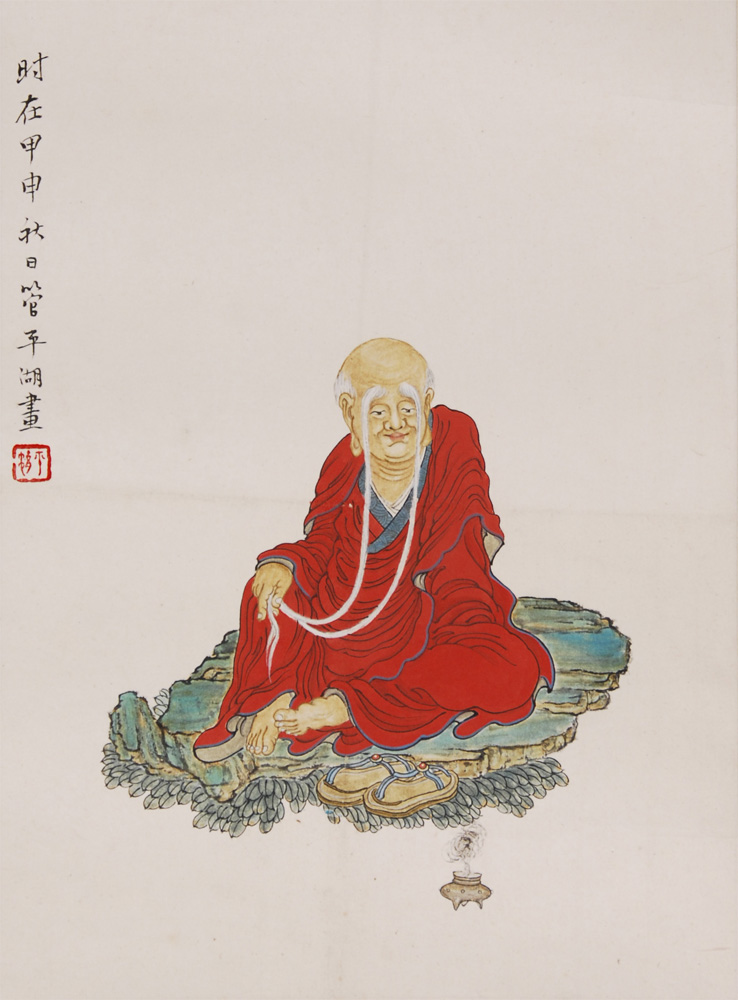
管平湖的《羅漢圖》，繪於甲申年（1944）

管平湖（1897年3月4日—1967年3月28日），名平，字吉庵、仲康，號平湖。祖籍江蘇蘇州，出生於北京。古琴家、畫家，其獨特的古琴演奏風格形成了“管派”。是湖社的主要成員之一。父為畫家管念慈。

## 生平
管平湖幼時從管念慈習琴和學畫。其父在1910年去世，之後曾隨葉詩夢、張相韜學琴。1912年師從楊宗稷並加入楊宗稷創辦的“九嶷琴社”，從楊氏習彈〈漁歌〉、〈瀟湘水雲〉、〈水仙操〉等曲。1923年回故鄉遊覽天平山時，遇到武夷山天心禪寺住持悟澄和尚，隨其學琴，半年後運指變得靈活、演奏水平大幅提升。之後又向山東秦鶴鳴道長學習川派琴曲七十二滾拂《流水》，逐漸融合各家之長，形成自己的風格。常在電台演奏，小有名氣。
1938年，在北平組建風聲琴社。1947年，與張伯駒、王世襄、溥雪齋、楊葆元、鄭珉中等創辦北平琴學社（1954年以此為基礎成立北京古琴研究會）。1940年代，管平湖在漢學專修館、國樂傳習所和國立北平藝術專科學校教琴，在北平京華美術專科學校教畫。
1952年，應聘進入中央音樂學院民族音樂研究所（後為中國藝術研究院音樂研究所）從事古琴相關研究，成為專業的古琴工作者。在1949年之前，管平湖就開始進行古譜整理工作，重現許多失傳的琴曲。1953年3月，他開始依照《風宣玄品》為《廣陵散》打譜，次年依《神奇秘譜》修改後定稿。1957年3月錄音。1961年開始和學生王迪一起編寫《古指法考》。
管平湖擅長修琴和鑑定古琴，曾為北京故宮博物院修復唐代古琴“大聖遺音”，指導鄭珉中修復汪孟舒的唐琴「春雷」，鑑定高仲鈞的「老龍吟」為唐琴。自己也曾經手多張老琴，其中晚年最常彈的琴是「猿嘯青蘿」。
管平湖教琴依傳統口傳心授之法，和學生逐句對彈，對指法、吟猱綽注要求極為嚴謹。  沈幼、袁荃猷、鄭珉中、王迪、許健等人均得其傳，其中鄭珉中被稱為「管平湖琴韻猶存」。
1977年，在作曲家周文中的建議下，管平湖演奏的《流水》被放在旅行者金唱片中，先後由美國航天器旅行者2號、旅行者1號送向太空。
繪畫方面除了師從管念慈和葉詩夢，也曾向金北樓學習工筆畫，為湖社畫會重要成員。30、40年代靠賣畫為生，50而年代以後較少作畫。

## 個人生活
管平湖的一生多貧苦，1949年以后一度靠画幻灯片糊口。冬天，他既沒有取暖設施也沒有禦寒的衣服。因為需要自己生火做飯，手指缝常留有煤渣。他的指甲有問題，因此不蓄指甲。這本是彈琴的大忌，但經過長期彈奏，他的指尖形成了老繭，因此彈琴時反而產生了一種蒼古、剛健的音色。:95、98
管平湖有一子三女。但其子在1949年以前失蹤，大女儿是清华大学学生，也在1949年逝世。剩下的兩個女兒在49年後南下参军，加入文工团。其中二女兒在南下期間病死，只余一個小女儿。:95
1958至1960年間，管平湖和王迪曾在樂瑛家中住了兩年。
雖然生活困苦，據王世襄所說，管平湖“艺花木、养金鱼、蓄鸣虫等均有独到之处，远非他人所能及。如盘载花木、香橼、佛手，均枝繁叶茂，果实累累。”此外，他還擅長火绘。王世襄認為他的火绘技術比當時的許多藝人都高。:95

## 音樂風格
- 王迪：「节奏谨严而雄健潇洒，含蓄蕴藉而情趣深远。」[21]
- 章華英：「节奏稳健、指法坚劲、运指灵活, 尤其讲求吟猱与气韵的表达, 以浑厚刚健、意境深邃见长。下指極為蒼勁有力，其音樂風格渾厚剛健、古樸凝重。」[22]
- 成公亮：「每個曲子的節奏都差不多，在我聽來沒有明顯的區別」，「他的演奏形成一種高古、有骨力、有他個人風格的曲子。但是曲目不同，情感不同，表達的區別並不大。」[23]

## 作品
- 唱片《廣陵散》、《碣石調·幽蘭》，1957年
- 曲譜《廣陵散》，1958年
- 《古指法考》，1963年

## 備註
1. ↑  王世襄夫人

## 外部連結
- YouTube上的管平湖主題頻道 （页面存档备份，存于）
- YouTube上的管平湖用唐琴「清英」演奏的《流水》 （页面存档备份，存于）
- 管平湖年谱 （页面存档备份，存于），古琴家喬珊的官方網站
- NASA 旅行者金唱片 （页面存档备份，存于），《流水》在第28首